# Linha A (Metro de Lyon)

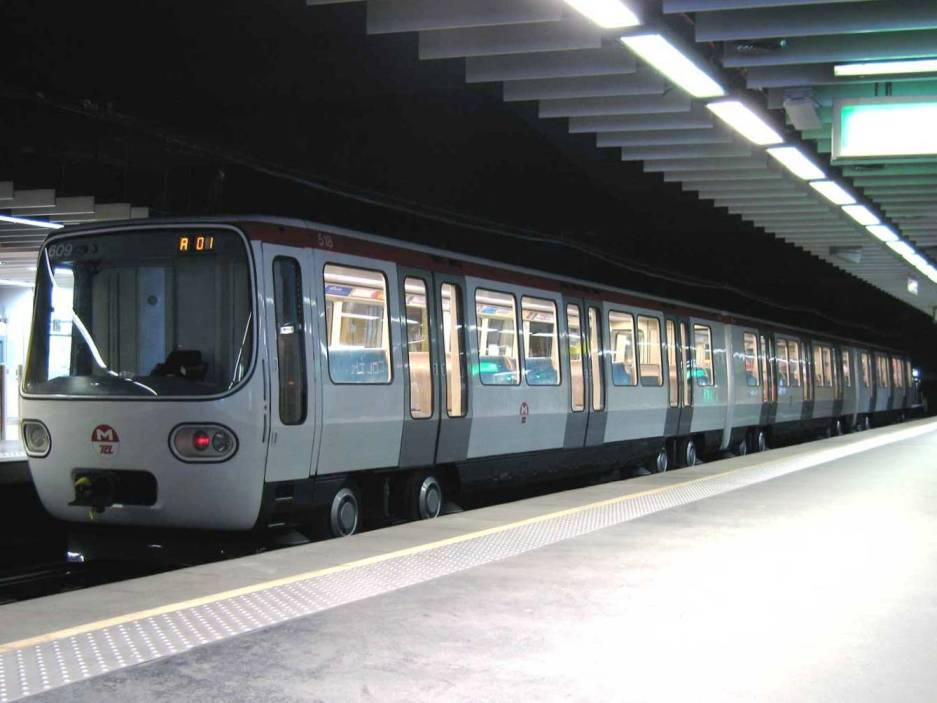
Metro parado na estação de Perrache

A Linha A é uma das quatro linhas do metro de Lyon, em França. Foi construída a par da Linha B com o método de Cut and cover que consiste em escavar as ruas para construir os túneis e depois voltar a tapá-las. Foi inaugurada a 2 de maio de 1978. Começa na estação de Perrache e vai até Vaulx-en-velin-La Soie.